# أبل إيه 7
أبل إيه 7 هو معالج تزوده شركة أبل لهاتفها الآيفون 5 اس تصل سرعة معالجته للتطبيقات والاعدادات إلى 1.3 جيجا هيرتز وهو أول معالج يعمل بتقنية 64 بايت ثنائي النواة فقد بدأت شركة فوكسكون بصنع هذا المعالج سنة 2013 ويتميز هذا المعالج بكونه خارق في معالجته للبيانات وبفضله يبقى الايفون 5 اس سريعا جدا في عمله (تسريع عمل {سيري} وعمل الأنترنت.